# Емельянцева, Лариса Семёновна
Лариса Семёновна Емельянцева (16 октября 1916, Стародуб — 20 июля 1993, Москва) — советская киноактриса фильмов 1940-х годов.

## Биография
Родилась в 1916 году в городе Стародуб в семье служащих. В 1929 году семья переехала в Ленинград, где она окончила 174-ю школу.
В 1933—1935 годах училась на чертежном отделении Ленинградского железнодорожного института.
В 1935 году оставила институт и поступила в актёрскую школу при киностудии «Ленфильм» под руководством Г. М. Козинцева.
В кино 1938 с года дебютировав в фильме «Выборгская сторона», в 1939 году сыграла главную роль в фильме «Аринка».
В годы Великой Отечественной войны в эвакуации в Алма-Ате активно снималась играя в шести «Боевых киносборниках», исполнила главную роль в фильме 1944 года «Я — черноморец!».
После 1945 года была актрисой Театра киноактёра, в кино не снималась, но играла в спектаклях, в частности успешно выступила в театральной постановке Абрама Роома по пьесе К. Симонова «Счастье Гарри Смита». Но в 1948 году попала под сокращение штата.
Ушла из профессии — выйдя замуж за писателя Фёдора Кнорре, посвятила себя домашнему хозяйству.
Умерла в 1993 году в Москве, похоронена на Введенском кладбище.

## Фильмография
- 1938 — Выборгская сторона — Мария Ивановна
- 1939 — Аринка — Аринка — главная роль
- 1939 — Великий гражданин — Наташа Лосева
- 1940 — Дружба — Оксана — главная роль
- 1941 — Отец и сын — Ксана
- 1941 — Боевой киносборник № 2, новелла «Сто за одного» — девушка-сербиянка — главная роль
- 1942 — Боевой киносборник «Наши девушки» — Аня
- 1942 — Боевой киносборник № 10 — русская девушка слушающая радио
- 1942 — Боевой киносборник № 12, новелла «Сын бойца» — Смирнова, пленная
- 1942 — Партизаны в степях Украины — Екатерина
- 1944 — Я — черноморец! — Вера
- 1945 — Простые люди — Саша Слепнёва